# Ferrari 290 MM
La Ferrari 290 MM est une voiture de course sportive produite par le constructeur automobile italien Ferrari en 1956. Elle a été conçue pour participer à l’édition 1956 de la Mille Miglia, en tant que successeur de la 860 Monza, d'où l’acronyme "MM". Quatre exemplaires ont été construits.

## Développement
Afin de répondre au nouveau défi posé par Mercedes-Benz en 1955 — année où l’écurie allemande remporta le Championnat du monde des voitures de sport, le RAC Tourist Trophy et la Targa Florio — Ferrari entreprit de développer une nouvelle voiture de course pour la saison 1956, baptisée "290 MM".
Le changement majeur sur ce modèle résidait dans le moteur : un tout nouveau V12 Jano à 60° remplaçait les moteurs quatre cylindres de ses prédécesseurs. Ce moteur était équipé de quatre distributeurs, de deux bougies par cylindre, de culasses améliorées, d’un taux de compression de 9:1 et d’un système de lubrification par carter sec. Sa cylindrée atteignait 3 490 cm³ (3,5 L), avec une puissance maximale de 320 chevaux (235 kW) à 7 200 tr/min, permettant une vitesse de pointe estimée à 280 km/h.
Le moteur a été conçu par Vittorio Jano — arrivé chez Ferrari en 1955 après le départ d’Aurelio Lampredi — en collaboration avec Andrea Fraschetti et Vittorio Bellentani. Il s’inspirait du moteur de 4,5 litres utilisé dans les voitures de Grand Prix de la marque.
La carrosserie, réalisée par Carrozzeria Scaglietti, intégrait une bosse derrière la tête du pilote, une caractéristique aérodynamique qui deviendra emblématique des voitures de course Ferrari des années 1950 et 1960.
La voiture reposait sur le châssis Tipo 520, partagé avec la 860 Monza. Ce châssis était une évolution du Tipo 510 utilisé sur les modèles à quatre cylindres de 1955. Il se composait de deux grands tubes ovales renforcés par de petits tubes pour plus de rigidité, marquant ainsi la première tentative de Ferrari de créer un châssis en treillis tubulaire. La suspension avant était à double triangulation, tandis que l’arrière adoptait un essieu De Dion.

## Palmarès en course

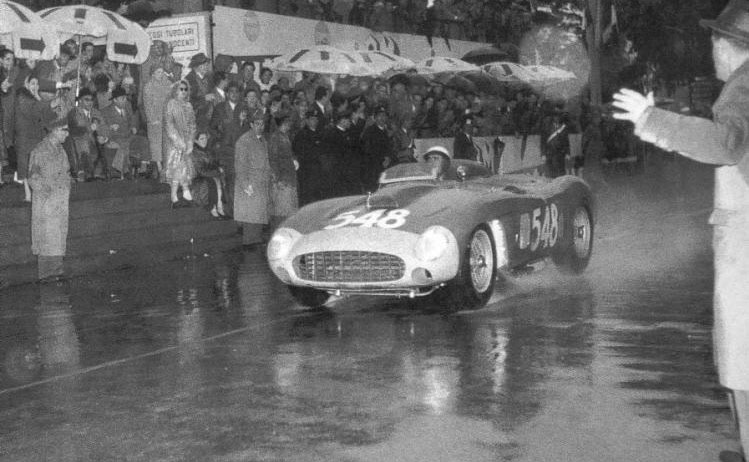
Eugenio Castellotti remportant les Mille Miglia 1956 avec une Ferrari 290 MM.

Ferrari engagea cinq voitures pour l'édition 1956 de la Mille Miglia : deux 290 MM, deux 860 Monza et une 250 SWB GT. Une 290 MM pilotée par Eugenio Castellotti remporta la course, tandis qu’une autre, conduite par Juan Manuel Fangio, termina à la quatrième place,.
Cette même année, Phil Hill et Maurice Trintignant remportèrent le Grand Prix de Suède, assurant à Ferrari la victoire au Championnat du monde des voitures de sport 1956.
En 1957, une 290 MM (convertie à partir d’une 860 Monza) remporta les 1000 km de Buenos Aires, pilotée par Wolfgang von Trips, Alfonso de Portago et Eugenio Castellotti. Le célèbre pilote Stirling Moss prit également le volant d’une 290 MM lors des Bahamas Speed Weeks de 1957, remportant l’épreuve du Nassau Trophy.

## Production
Quatre exemplaires de la Ferrari 290 MM ont été produits, dont un (châssis n° 0628) a été converti à partir d'une 860 Monza en 1957. Cette voiture avait terminé deuxième à la Mille Miglia de 1956, juste derrière la 290 MM victorieuse,.
Le 10 décembre 2015, la 290 MM pilotée par Juan Manuel Fangio lors de la Mille Miglia 1956 a été vendue aux enchères par RM Sotheby's pour 28 millions de dollars américains — ce qui en faisait la voiture la plus chère vendue en 2015,. En 2018, un autre exemplaire a été adjugé pour 22 millions de dollars.